# Bražuolės upės slėniai ties Gratiškėmis
Bražuolės upės slėniai ties Gratiškėmis este o arie protejată (sit de importanță comunitară — SCI) din Lituania întinsă pe o suprafață de 132 ha, integral pe uscat.

## Localizare
Centrul sitului Bražuolės upės slėniai ties Gratiškėmis este situat la coordonatele 54°42′43″N 24°52′57″E / 54.7119°N 24.8825°E.

## Înființare
Situl Bražuolės upės slėniai ties Gratiškėmis a fost declarat sit de importanță comunitară în noiembrie 2006 pentru a proteja 3 specii de plante.

## Biodiversitate
Situată în ecoregiunea boreală, aria protejată conține 3 habitate naturale: Mlaștini turboase de tranziție și turbării mișcătoare, Mlaștini alcaline, Păduri caducifoliate de mlaștină fino-scandinave.
La baza desemnării sitului se află mai multe specii protejate de  plante (3): o specie rară de mușchi (Drepanocladus vernicosus), moșișoare (Liparis loeselii), ochii-șoricelului (Saxifraga hirculus).